# 张首映
张首映（1959年8月—），男，湖北汉川人，中华人民共和国新闻工作者，曾任人民日报社理论部主任、副总编辑，第十三届全国政协委员。